# サセプタンス
サセプタンス（英: susceptance）は、交流回路において位相を変化させる要素である。アドミタンスの虚数成分と等しい。単位は国際単位系では、ジーメンス (S) が用いられる。かつては、パーミタンス（英: permittance）という言葉が用いられた。アドミタンスとの関係は以下のように表される。
{\displaystyle Y=G+jB}
| j | : | 虚数単位       |
| Y | : | アドミタンス   |
| G | : | コンダクタンス |
| B | : | サセプタンス   |

アドミタンスは並列回路において回路全体のアドミタンスを和で表すことができるので、サセプタンスは並列回路の計算に用いられる。また、インピーダンス Z = 1/Y であるので、コンダクタンスが0の場合はリアクタンス X = −1/B となる。

## 誘導性サセプタンス
理想的なインダクタンスから以下のように求められる。
{\displaystyle B_{L}={\frac {1}{\omega L}}}
| L | : | 自己インダクタンス |

## 容量性サセプタンス
理想的な静電容量から以下のように求められる。
{\displaystyle B_{C}=\omega C}
| C | : | 静電容量 |